# Тищенко, Артём Александрович
Артём Александрович Тищенко (укр. Артем Олександрович Тищенко; род. 22 декабря 1993, Николаевка, Сумская область) — украинский биатлонист. Призёр чемпионатов Европы и мира по биатлону среди юниоров. Серебряный призёр чемпионата Европы по биатлону в эстафете.
По результатам сезона 2014—2015 Артём Тищенкo признан Международным союзом биатлонистов лучшим новичком 2015 года.
25 февраля 2016 года стало известно, что Артем Тищенко сдал положительную пробу на милдронат. Спортсмен отказался от вскрытия пробы «Б». В Арбере была взята положительная допинг-проба. Слушание по делу 22-летнего Тищенко состоится в ближайшее время, в данный момент спортсмен отстранен от соревнований.

## Выступления на юниорских/юношеских чемпионатах мира
| Сезон     | Место проведения       | Спр | Пр | Инд | Эст |
| 2012-2013 | Oбертиллиах, Австрия   | 12  | 17 | 19  | 5   |
| 2011-2012 | Контиолахти, Финляндия | 3   | 8  | 3   | 8   |

## Выступления на чемпионатах Европы
| Сезон     | Место проведения  | Спр | Пр | Инд | Эст | СМ |
| 2014/2015 | Отепя, Эстония    | —   | —  | 6   | 2   | —  |
| 2013/2014 | Нове-Место, Чехия | 4   | 2  | 3   | —   | 1  |
| 2012/2013 | Банско, Болгария  | 13  | 13 | 7   | —   | 3  |

## Кубок мира
- Дебют в кубке мира — 17 января 2014,  Антерсельва, спринт — 90 место.
- Первое попадание в очковую зону — 10 января 2015,  Оберхоф, спринт — 10 место.
- Первый подиум Кубка мира — 6 февраля 2015,  Нове-Место, одиночная смешанная эстафета — 3 место.

#### Места в Кубках мира
| Сезон   | ОЗ   | ИГЗ  | СЗ   | ГПЗ | МСЗ  |
| ------- | ---- | ---- | ---- | --- | ---- |
| 2014/15 | 60-й | 62-й | 54-й | —   | 47-й |

#### Результаты выступлений
| 2014—2015 | Эстерсунд | Эстерсунд | Эстерсунд | Эстерсунд | Хохфильцен | Хохфильцен | Хохфильцен | Нове Место | Нове Место | Нове Место | Нове Место | Оберхоф | Оберхоф | Оберхоф | Рупольдинг | Рупольдинг | Рупольдинг | Антерсельва | Антерсельва | Антерсельва | ЧМ Контиолахти | ЧМ Контиолахти | ЧМ Контиолахти | ЧМ Контиолахти | ЧМ Контиолахти | ЧМ Контиолахти | Поклюка | Поклюка | Поклюка | Ханты-Мансийск | Ханты-Мансийск | Ханты-Мансийск | Холменколлен | Холменколлен | Холменколлен | Итоги | Итоги |
| 2014—2015 | СМ        | Инд       | Спр       | Пр        | Спр        | Эст        | Пр         | OСм        | Эст        | Спр        | Пр         | Спр     | Эст     | МС      | Эст        | Инд        | Спр        | Спр         | Пр          | Эст         | Спр            | Пр             | Инд            | МС             | СМ             | Эст            | Спр     | Пр      | МС      | Спр            | Пр             | МС             | Инд          | Спр          | Эст          | Очки  | Место |
| 2014—2015 | —         | 37        | 100       | —         | 73         | —          | —          | 3          | —          | 60         | —          | 10      | —       | 26      | 11         | —          | 29         | 67          | —           | 7           | —              | —              | 60             | —              | —              | —              | 90      | —       | —       | 66             | —              | —              | 56           | 55           | —            | 57    | 60    |

| 2013—2014 | Эстерсунд | Эстерсунд | Эстерсунд | Эстерсунд | Хохфильцен | Хохфильцен | Хохфильцен | Анси | Анси | Анси | Оберхоф | Оберхоф | Оберхоф | Рупольдинг | Рупольдинг | Рупольдинг | Антерсельва | Антерсельва | Антерсельва | Поклюка | Поклюка | Поклюка | Холменколлен | Холменколлен | Холменколлен | ОИ Сочи | ОИ Сочи | ОИ Сочи | ОИ Сочи | ОИ Сочи | ОИ Сочи | Контиолахти | Контиолахти | Контиолахти | Итоги | Итоги | Итоги |
| 2013—2014 | СМ        | Инд       | Спр       | Пр        | Спр        | Эст        | Пр         | Эст  | Спр  | Пр   | Спр     | Пр      | МС      | Эст        | Инд        | Пр         | Спр         | Пр          | Эст         | Спр     | Пр      | МС      | Спр          | Пр           | МС           | Спр     | Пр      | Инд     | МС      | СМ      | Эст     | Спр         | Спр         | Пр          | Очков | Место |       |
| 2013—2014 | —         | —         | —         | —         | —          | —          | —          | —    | —    | —    | —       | —       | —       | —          | —          | —          | 90          | —           | 11          | —       | —       | —       | —            | —            | —            | —       | —       | —       | —       | —       | —       | —           | —           | —           | 0     | —     |       |

В таблице отражены места, занятые спортсменом на гонках биатлонного сезона.
Инд — индивидуальная гонка

Пр — гонка преследования

Спр — спринт

МС — масс-старт

Эст — эстафета

OСм — одиночная смешанная эстафета

См — смешанная эстафета

DNS — спортсмен был заявлен, но не стартовал

DNF — спортсмен стартовал, но не финишировал

LAP — спортсмен по ходу гонки (для гонок преследования и масс-стартов) отстал от лидера более чем на круг и был снят с трассы

DSQ — спортсмен дисквалифицирован

— − спортсмен не участвовал в этой гонке